# 甲野酉
甲野 酉（こうの とり 1972年 - ）とは日本の漫画家。千葉県松戸市在住。女性
評論や文芸創作の際の別名義は内島すみれ。

## 概要
1995年、「受験霊」で第11回「コミックFantasy・ファンタジー・コミック大賞」受賞。「水泳」「剣道」にて「第4回COMICアレ!マンガ賞/優秀賞(マガジンハウス)」受賞。
その後、漫画雑誌「COMICアレ!」「コミックFantasy」「幻燈」「架空」「走馬燈」などに作品を発表している。

## 単行本

### 漫画作品
- 『転入生』マガジンハウス (1997/6/1) ISBN 978-4838709113
- 『転△生』（てんせい）甲野酉漫画全集①1995－2006 セミ書房
- 『おかしな学校』100部限定 セミ書房
- 『未踏 甲野酉漫画全集②2010－2020』セミ書房
- 『浅瀬マンガ』セミ書房

### 評論作品
- 『トートロジー考: 内島すみれマンガ評論集』内島すみれ名義、北冬書房　2020/8/1